# 7, Rebolling Street
7, Rebolling Street es una serie de historieta creada por Francisco Ibáñez cuando empezó a trabajar para la Editorial Grijalbo.
7, Rebolling Street nació tras el despido de Francisco Ibáñez de la Editorial Bruguera, que publicaba, entre otras obras de Ibáñez, 13, Rue del Percebe y Mortadelo y Filemón. Con motivo de la suspensión de pagos de la Editorial Bruguera, que condujo al traspaso de su fondo editorial a Ediciones B y a que muchos autores fuesen despedidos y desprovistos de sus derechos sobre la publicación de sus propios personajes, ya que la editorial Bruguera registraba los personajes a su nombre y no al del autor. Ibáñez fue a parar a la Editorial Grijalbo, y empezó a publicar en la revista Guai! dos series: Chicha, Tato y Clodoveo y 7, Rebolling Street.

## Trayectoria editorial
La serie se publicó en los 175 números de la revista Guai!, salvo en los números 63, 71, 73, 75 y 77, lo que da un total de 170 entregas. Además, otras cinco entregas aparecieron en la revista Yo y Yo en 1990, en los números 5, 6, 7, 8, y 9. La serie consta, por lo tanto, de 175 entregas.
La serie fue recopilada en los números de Tope Guai! 5, 11, 17, y 22, que recientemente fueron a su vez recopilados en el Súper Humor n.º 48 de Ediciones B, que contiene hasta la publicación número 97, dando opción a recopilar en otro tomo las publicaciones no reeditadas.
En 1994, se reeditó parcialmente en el suplemento Mini Mundo.

## Características
7, Rebolling Street tiene características similares a 13, Rue del Percebe: es un bloque de apartamentos, y cada viñeta es el interior de uno. En estas historietas, se emplean elementos típicos de 13, Rue del Percebe, como el ratón que maltrata al gato, la portera, etc. El propio Ibáñez la definió como «13, Rue del Percebe pero corregida y aumentada».
El edificio entero ocupa dos páginas en lugar de una, y su disposición es más horizontal que vertical. Hay 10 apartamentos, una portería, un bar, una azotea, una sucursal bancaria y un taller de reparaciones. La distribución es de cuatro pisos por planta, y hay tres plantas, más la azotea. De izquierda a derecha, la distribución de los vecinos es la siguiente:
- Planta baja
  - Esquina izquierda: Un banco llamado "Estrujenbank".[5] Está regentado por un director algo mayor, calvo y con las cejas blancas, y prominente bigote también blanco. Suele tener dos ventanillas: una de "Pagos" y otra de "Cobros".
  - Centro izquierda: Un taller de reparaciones llamado "La Chapuza", regentado por un mecánico con un cigarro y barba de tres días, tan poco profesional como Pepe Gotera y Otilio.
  - Centro derecha: La portería, con la portera y el ascensor, que están prácticamente calcados de 13, Rue del Percebe. El ascensor suele funcionar mal o presentar extraños dispositivos. En caso contrario suele ser reemplazado por artilugios variopintos para que la gente pueda subir a los pisos superiores.
  - Esquina derecha: Una tasca llamada Churrúpez[6] (en el toldo figura como "Bar Churrúpez Snack"),[7] regentado por un camarero calvo y gordo de nariz arrugada y que siempre tiene un puro torcido en la boca, y suele timar a los clientes.

- Primera planta
  - Esquina izquierda: La consulta de un doctor de dudosa reputación, que atiende faltando al respeto (en 13, Rue del Percebe, era un veterinario).
  - Centro izquierda: Una empresa en la que el jefe y sus empleados tienen numerosas desavenencias y rencillas entre ellos.
  - Centro derecha: Una pensión regentada por una mujer algo entrada en kilos, de pelo negro recogido en moño y un colmillo  que sobresale de la parte inferior de la mandíbula. Suele hacer exigencias extrañas a sus huéspedes, y recurrir a numerosas tretas con ellos.
  - Esquina derecha: Un tipo que intenta constantemente vender el piso, usando toda clase de artimañas. Va siempre trajeado, con sombrero y bigote negro. Suele aparecer con una carpeta de papeles bajo un brazo y una sonrisa sardónica.

- Segunda planta
  - Esquina izquierda: Un científico loco que realiza experimentos con animales y con personas, con resultados de lo más chocante.
  - Centro izquierda: Una anciana amante de los animales, que suele tener roces o llevarse sorpresas con ellos. Suele adoptar perros, pero también gatos, aves como buitres y canarios, y hasta focas y pulpos.
  - Centro derecha: Una chica rubia, gordita, que anda siempre buscando marido (en un claro guiño a Ofelia, que busca infructuosamente llamar la atención de Mortadelo). Al piso de la chica van hombres de toda clase, y algunos son muy peculiares.
  - Esquina derecha: Un ladrón y su novia, envueltos en robos a cual más estrafalario.

- Tercera y última planta
  - Azotea: Ocupa dos pisos completos (esquina izquierda y centro izquierda). Es escenario de toda clase de personajes y situaciones. A menudo hay dos mujeres discutiendo mientras una tiende la colada.
  - Centro derecha: Es el ático. En principio vivían unos hippies. Fueron desahuciados por el casero en la tira 142 por no pagar el alquiler, y fueron sustituidos después por un hombre comilón con nariz de cerdo, llamado Tragoncio, que siempre aparece comiendo alimentos excesivamente grandes, o en situaciones al borde del canibalismo, haciendo un guiño a Otilio, el ayudante de Pepe Gotera.
  - Esquina derecha: Es la buhardilla[8] del edificio. En ella vive un deportista de grandes gafas obsesionado con su profesión. A diferencia del resto de pisos, es el único que no es del todo cuadrado, por el tejado, que está ligeramente inclinado hacia la calle.

- Elementos adicionales
  - El árbol: Se ve que está detrás de la parte izquierda del edificio (es decir, por detrás del Estrujenbak, del médico y el científico loco), por lo que solo se ve la mitad de él, implicado en toda clase de situaciones.
  - El rascacielos del fondo: A diferencia de 13, Rue del Percebe, 7 Rebolling Street tiene una panorámica con varios edificios en el horizonte, en la parte superior izquierda. Uno de ellos es un edificio empresarial, más alto que los edificios colindantes, y donde también ocurren cosas disparatadas debido a problemas en su diseño y en su construcción, y adopta las formas más inverosímiles.
  - El tejado: Encima del deportista, encima del tejado, hay un ratón que maltrata al gato (cosa que también ocurría en 13, Rue del Percebe).
  - La acera: Rodea todo el edificio y por ella van y vienen todo tipo de personajes y objetos. Enfrente de la portería, en algunos episodios se ve un agujero de alcantarilla (igual que en [13, Rue del Percebe]) por el que salen y entran unos y otros, gente de todo tipo.
  - La tubería: Desciende por la fachada entre los dos pisos centrales hasta la acera. Es común que por ella se oigan conversaciones de un piso fantasma.[9]
  - Las escaleras: Están al lado del ascensor; y al igual que en 13, Rue del Percebe, nunca se ve a alguien subiendo o bajando por ellas, y es prácticamente un elemento más decorativo que funcional.
  - Las telarañas: Una constante en toda la obra de Ibáñez (en Mortadelo y Filemón, ya las usaba para marcar las esquinas y dar sensación de profundidad). Suelen estar en el techo de las escaleras, en el segundo piso y en el tercero, pero también pueden verse en la buhardilla y en el ático de los jipis. Hay una o dos arañas colgando de un hilo, y entregadas a pasatiempos tan variados como leer, fumar en pipa y practicar el boxeo.

## Desafío a las leyes físicas
Una constante en 7, Rebolling Street, al igual que ocurría con Mortadelo y Filemón (sin ir más lejos, la capacidad de Mortadelo para disfrazarse de pulga o de mosca, de otros animales y hasta de objetos como tanques y motos), es la anulación total de toda ley física, lo que proporciona situaciones imposibles. Algunos ejemplos claros son los siguientes:
- En una viñeta, la anciana del segundo, centro izquierda, adopta un canario gigante, del que solo se ven las patas en el suelo. Sin embargo, el resto del animal no se ve en la azotea.
- En la azotea se ve un coche de autoescuela, y, en él, a un atribulado instructor que pregunta a su aprendiz cómo han llegado ahí arriba.
- El vendedor del primero esquina derecha ofrece su piso a un vampiro, que intenta ocultarse de un deslumbrante sol que se filtra por la ventana de la pared exterior, pero fuera del edificio no hay sol.
- En la azotea, un elefante volador asusta a un hombre, y su vecino ocasional le dice que desde que instalaron la central nuclear pasan «cosas muy raras».
- El director del Estrujenbank llama a la policía para avisar de un robo que han sufrido, y dice a la policía que reconocerán al atracador porque ha perdido un zapato, y se ve hay un hombre anuncio que tiene unas piernas de unos dos metros y medio.
- El ladrón del segundo esquina derecha intenta meter un avión de reacción por la ventana.
- Se ve al árbol de detrás del edificio con sombrero vaquero y pistola, a punto de desenfundar, por un «abono híbrido americano» que le echaron para que creciera.
- La empresa del primero centro derecha suele tener una puerta en la pared derecha que da al despacho del director. Algo imposible, ya que esa puerta comunicaría con la pensión que hay justo a su derecha.
- Un barco se estrella de proa contra la fachada izquierda del edificio, y afecta al Estrujenbak, al piso del doctor y al científico loco.
- De la acera detrás del Bar Churrúpez Snack, surge un misil nuclear.
- Un transeúnte despistado se pone a andar por encima de un rayo como si subiese por una escalera, y no le afecta la corriente.
- Hay dos jugando al tenis en la fachada derecha del edificio.
- Un hombre observa atónito desde la azotea una nube, dotada de varios diales y un altavoz, que emite música, mientras otro le pregunta jocoso si nunca había oído hablar de nubes radioactivas.[10]
- El vendedor del primero esquina derecha justifica la presencia de un pterodáctilo (con nido y dos huevos en él) con la excusa de que el piso «lleva bastante tiempo sin alquilar».
- Ante una señal de tráfico que indica «Arriba», un motorista asciende por la fachada derecha del edificio y sigue luego por el aire.
- Un paciente del doctor ya tiene una cremallera en el vientre de tantas operaciones de estómago.
- Dos viandantes observan atónitos un árbol que da misiles en vez de frutas, por una bala de un atraco de hace años que ha acabado por germinar entre los adoquines.
- El rascacielos del fondo está hecho en zigzag porque los planos tenían pliegues y el arquitecto no se dio cuenta.
- El del Bar Churrúpez mira con asombro a un centauro que le pide que le sirva rápido porque trae «un hambre de caballo».
- En el árbol de detrás del edificio hay diplomas de carreras universitarias, y un hombre le pregunta a otro si no ha oído hablar del árbol de la sabiduría.[11]
- En la azotea hay un hombre hablando por teléfono con San Pedro, con el cable perdiéndose en lo alto, y un segundo le dice a un asombrado tercero que el primero «es tan bueno que tiene línea directa con los de arriba».
- De la alcantarilla surge el dios Poseidón (con larga barba, corona y tridente) y dice que otra vez ha vuelto a desorientarse.
- Un hombre en bañador nada atravesando la cortina de lluvia y dice asombrado no recordar otro día con una lluvia tan torrencial.
- El médico del primero esquina izquierda dice a una mujer que jamás ha visto un caso tan grave de sonambulismo, y señala a uno que camina dormido por la pared, y es el marido de ella.
- Un hombre vestido de ángel (con túnica, alas y aureola) baja por una nube con pose enfadada, mientras su mujer, en la azotea, le pregunta si ha tenido que irse hasta del cielo por no llevarse bien con la gente.
- Un jipi es medio tragado por un hipopótamo volador, y otro le avisaba de que no esnifase la cocaína de la pandilla del ático, que da alucinaciones muy fuertes.
- Un forzudo, haciendo levantamiento de pesas, separa los últimos pisos del rascacielos del fondo, y en una azotea un hombre le dice a otro si se convence ya de que ahí vive el campeón del mundo de halterofilia.